# Bogyós pálmaliliom
A bogyós pálmaliliom vagy bogyós jukka (Yucca baccata) az egyszikűek (Liliopsida) osztályának spárgavirágúak (Asparagales) rendjébe, ezen belül a spárgafélék (Agaveaceae) családjába tartozó faj.

## Előfordulása
A Yucca baccata a mexikói Chihuahua- és Sonora-sivatagokban, az Amerikai Egyesült Államok-beli Great Basin és Mojave-sivatagokban, Utah, Kalifornia, Nevada, Arizona, Colorado, Új-Mexikó és Texas területén elterjedt pionír borókaerdőkben, hegyvidéki területeken 1500–2000 m tengerszint feletti magasságban, más Yucca-fajok, Agave-, Sclerocactus-, Pediocactus-, Navajoa- és Toumeya-fajok társaságában.

## Változatai
- Yucca baccata var. baccata Torr.
- arizonai pálmaliliom (Yucca baccata var. brevifolia) L.D.Benson & Darrow

## Megjelenése
A magányosan fejlődő bogyós pálmaliliom nem, vagy csak nagyon rövid törzset fejleszt, néha kisebb csoportot alkot. Kékes-zöldes, változatos megjelenésű levelei 30–70 cm hosszúak, rozettát képeznek, szélük gyakran szálakra hasadozó.
A rozetta közepéről ered rövid, felegyenesedő vagy oldalra hajló, elágazó virágzati tengelye, mely 50–80 cm magasságot érhet el, éppen magasabb a rozetta leveleinél. Csüngő virágai 4–10 cm hosszúak, 1–3 cm szélesek. Hat szirmuk fehér vagy krémszínű. A külső szirmok vörösesek vagy violaszínűek lehetnek. Áprilistól júliusig virágzik. Hatalmas elterjedési területén rendkívül változatos megjelenésűek lehetnek a növények.
Száraz állásban fagytűrő -20 °C-ig. Öreg példányai találhatóak Santa Fé (Új-Mexikó), Twin Falls (Idaho), Denver (Colorado) területén. Európában a németországi Mannheimben vannak 20-30 éves, szabadban tartott egyedei.

## Képek

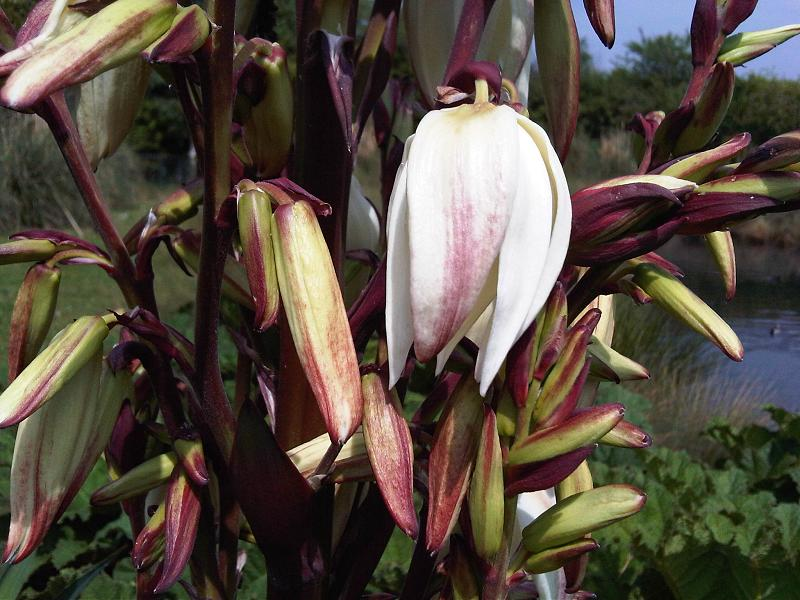
Virágai közelről
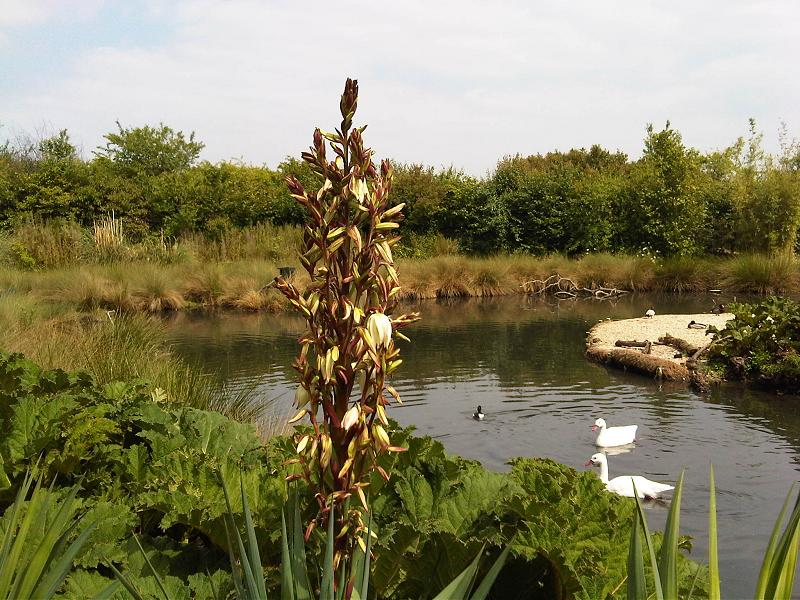
Bogyós pálmaliliom az angliai WWT London Wetland Centre-ben.